# Juan Antonio Ovalle
Juan Antonio Ovalle y Morales (¿Partido del Maule?, c. 1750 - Santiago, c. 12 de julio de 1819) fue un abogado que ocupó el cargo de procurador de Santiago desde 1809.

## Biografía
Juan Antonio Ovalle, habría nacido en el Partido del Maule, de acuerdo a su matrícula de ingreso —de fecha 10 de julio de 1758— al Real Convictorio de San Francisco Javier, cerca de 1750.
Fue hijo de Juan Antonio de Ovalle y Riveros y de María Rosa de Morales y Larreta.
Era un respetado miembro de la sociedad de principios del siglo XIX, y se le apodaba el «maestro», debido a su cultura y conocimientos. Además, fue dueño de la Hacienda de Puangue.
El 1 de diciembre de 1809 fue nombrado procurador de la ciudad de Santiago, junto con José Gregorio Argomedo como asesor.
El 6 de mayo de 1810 en su calidad de procurador de la ciudad de Santiago, trató de impedir el envío de «cuatro mil lanzas» a Valparaíso, únicas armas de caballería disponibles en la capital, las que querían ser despachadas a España por el gobernador Francisco Antonio García Carrasco. Autorizado por el Cabildo, ofreció cuatro mil pesos de los fondos de la ciudad ante el presidente de la Real Audiencia, a lo cual accedió el presidente, pero Francisco Antonio García Carrasco rechazó el dinero. 
Preocupado por la situación en España y la invasión francesa a manos de Napoleón, durante un viaje a los baños de Cauquenes, realizado alrededor de febrero de 1810, manifestó su opinión sobre la posición que debía adoptar América: 

«Siguiendo el ejemplo de la península, debemos constituir un gobierno nacional. Si las provincias de España han depositado el poder en las juntas formadas por los pueblos, con igual derecho nos es permitido establecerlas en Chile».

Por estas declaraciones es acusado ante Francisco Antonio García Carrasco, quien aparentemente buscaba motivos para tomarse revancha por el incidente de las «cuatro mil lanzas». El 18 de mayo el gobernador instruye un sumario y Ovalle es apresado el 25 de mayo de 1810 junto con José Antonio de Rojas y Bernardo de Vera y Pintado, y llevado al cuartel de San Pedro, y posteriormente conducido a Valparaíso, el día 29, donde se le obliga a abordar la fragata «Astrea».
Cuando se conocieron los sucesos en Santiago, se produjo una fuerte conmoción popular que atemorizó al gobernador. A pesar de haber ofrecido la oportunidad a los reos de defenderse públicamente, se dispuso la deportación al Callao de los prisioneros. El 10 de julio partió de Valparaíso la fragata «Mientinomo» con Ovalle y Rojas a bordo, dejando a Vera en tierra debido a su precaria condición de salud. El «Mientinomo» llegó al Callao el 22 de ese mismo mes, permaneciendo Ovalle en prisión durante dos meses. 
Tras la caída del gobernador y la instalación de la primera junta de gobierno, regresó al país en octubre de 1810. 
Integró el Tribunal Superior de Gobierno. El 10 de mayo de 1811 fue elegido diputado por Santiago con 343 votos, entre el grupo de los indiferentes. Tras la instalación del congreso, este la presidio por ser el de mayor edad, para posteriormente elegir a su presidente, resultando electo Ovalle, que ejerció en el cargo del 4 al 29 de julio de 1811.
Después fue excluido del congreso y confinado a su estancia en Curacaví, debido al motín del 4 de septiembre de 1811. Durante la reconquista española, sería hecho prisionero y trasladado en tal condición a Juan Fernández.